# Пастушок калаянський
Пастушок калаянський (Aptenorallus calayanensis) — вид журавлеподібних птахів родини пастушкових (Rallidae). Ендемік Філіппін.

## Поширення
Птах живе лише на невеликому острові Калаян, у складі островів Бабуян на півночі країни. Спочатку вважалося, що вид живе лише в тропічних лісах, які ростуть на коралово-вапняковій місцевості, пронизаній воронками та печерами, але пізніше його почали регулярно спостерігати і на невапняковій місцевості. Іноді він також з'являється серед молодих саджанців у деградованих районах вторинних лісів і навіть на плантаціях кокосової пальми з підліском папороті, що прилягає до лісу. Здається, він віддає перевагу районам поблизу струмків. Його зрідка можна помітити на рисових полях і відкритих галявинах.

## Опис
Відносно великий нелітаючий пастушок. Має темне сіро-оливкове оперення, червоні ноги та дзьоб і дуже слабку мускулатуру крил.

## Спосіб життя
Харчується на землі, перевертаючи дзьобом опад листя, і майже зовсім не здатний літати. Його гніздо бачили лише один раз: воно було побудоване на землі, біля основи фігового дерева, і зроблене з сухого листя та стебел; воно містило три яйця.